# Самањац
Самањац је планина у источној Србији, недалеко од Бољевца. Припада Карпатском планиском систему, као и оближње планине Кучај и Ртањ.

## Географија
Простире се правцем североисток – југозапад јужно од превоја Честобродице, јужно од пута Параћин-Зајечар. Западно се налази планина Баба, јужно је планина Рожањ, на истоку је Ртањ (на који се Самањац готово наслања), на северу су Kучајске планине. Највиши делови планине изграђени су од масивних и банковитих јурских кречњака. Највиши врх је Јасенова глава, висине 853 м.

### Планинарење
Од превоја Честобродица аутомобилом макадамским путем стиже се до последњих кућа на око 660 метара висине. Затим је даље најбоље кренути пешке до врха прво шумским путем па стрмо узбрдо до врха. Тамо и назад има10,5 km, кроз углавном букову шуму. Врх је кречњачки и зарастао, није добар видиковац. Не постоји стандардна маркација, врх је ретко посећен. На гребену се кречњак пробија на површини, на планини су честе типичне левкасте вртаче. Венац планине је благо заобљен и рашчлањен.